# Žabljak (Crna Gora)
Žabljak je gradić, općinski centar i centar zimskog turizma u srcu Durmitorskog kraja na sjeverozapadu Crne Gore.

## Naziv
Prvotni slavenski naziv ovoga mjesta bio je Varezina voda, vjerojatno zbog jakog izvora pitke vode, oko koga se i formiralo naselje. Kasnije, dobiva naziv Hanovi ili izvorno Anovi, gdje su odmarali trgovački karavani. 
Prema predanju, ime Žabljak potječe od žaba koje žive na lokalitetu žabljačke ponornice Otoke i koje svake godine svojim kreketanjem najavljuju dolazak proljeća. Žabljak dobiva služben naziv 1870. godine, kada je kraj faktički postao dijelom Kneževine Crne Gore i kada je u istom danu započeta izgradnja crkve Sv.Preobraženija, škole i kapetanijskog doma.

## Zemljopis
Grad Žabljak nalazi se na sjeverozapadu Crne Gore, u središtu Durmitora. Grad je sa svojih 1456 metara nadmorske visine najvisočije urbano naselje u jugoistočnoj Europi. Smješten je u podnožju Durmitora i okružen je s 23 planinska vrha od preko 2200 metara, 18 planinskih jezera i kanjonom rijeke Tare koji je dubok 1333 metara što ga čini najdubljim kanjonom u Europi. 

## Naseljena mjesta
Borje,
Brajkovača,
Dobri Nugo,
Gomile,
Gradina,
Krš,
Mala Crna Gora,
Motički Gaj,
Ninkovići,
Novakovići,
Njegovuđa,
Palež,
Pašina Voda,
Pašino Polje,
Pitomine,
Podgora,
Pošćenski Kraj,
Rasova,
Rudanci,
Suvodo,
Šljivansko, 
Šumanovac,
Tepačko Polje,
Tepca,
Virak,
Vrela,
Žabljak i
Zminica.

## Stanovništvo
Po posljednjem službenom popisu stanovništva iz 2011. godine, općina Žabljak imala je 3569 stanovnika, raspoređenih u 28 naseljenih mjesta.
Nacionalni sastav:
- Crnogorci - 1800 (50,43%)
- Srbi - 1474 (41,30%)
- nacionalno neopredijeljeni - 215 (6,02%)
- ostali - 14 (0,90%)

Vjerski sastav:
- pravoslavni - 3345 (93,72%)
- ostali - 86 (2,41%)
- neopredijeljeni - 79 (2,21%)
- ne vjeruju - 32 (0,90%)[7]

### Nacionalni sastav po naseljenim mjestima
UPOZORENJE: Slijede rezultati popisa iz 2003., no 2011. je održan novi popis čiji detaljni rezultati po naseljenim mjestima još nisu službeno objavljeni.
- Borje - uk.71, Srbi - 38, Crnogorci - 22, neopredijeljeni - 11
- Brajkovača - uk.35, Crnogorci - 15, Srbi - 14, neopredijeljeni - 6
- Virak - uk.117, Srbi - 70, Crnogorci - 47
- Vrela - uk.52, Srbi - 44, Crnogorci - 6, neopredijeljeni - 2
- Gomile - uk.11, neopredijeljeni - 5, Srbi - 4, Crnogorci - 2
- Gradina - uk.33, Srbi - 23, Crnogorci - 10
- Dobri Nugo - uk.16, Srbi - 12, Crnogorci - 3, neopredijeljeni - 1
- Žabljak - uk.1.937, Srbi - 913, Crnogorci - 903, neopredijeljeni - 108, ostali - 13
- Zminica - uk.34, Srbi - 21, Crnogorci - 12, neopredijeljeni - 1
- Krš - uk.140, Srbi - 98, Crnogorci - 39, neopredijeljeni - 3
- Mala Crna Gora - uk.110, Crnogorci - 62, neopredijeljeni - 25, Srbi - 22, ostali - 1
- Motički Gaj - uk.158, Srbi - 93, Crnogorci - 61, neopredijeljeni - 3, ostali - 1
- Ninkovići - uk.41, Srbi - 25, Crnogorci - 16
- Novakovići - uk.87, Crnogorci - 42, Srbi - 33, neopredijeljeni - 12
- Njegovuđa - uk.227, Srbi - 150, Crnogorci - 69, neopredijeljeni - 8
- Palež - uk.211, Crnogorci - 94, Srbi - 90, neopredijeljeni - 26, ostali - 1
- Pašina Voda - uk.134, Srbi - 76, Crnogorci - 48, neopredijeljeni - 10
- Pašino Polje - uk.34, Crnogorci - 22, Srbi - 12
- Pitomine - uk.159, Crnogorci - 87, Srbi - 64, neopredijeljeni - 8
- Podgora - uk.115, Srbi - 63, Crnogorci - 48, neopredijeljeni - 1, ostali - 3
- Pošćenski Kraj - uk.40, Crnogorci - 36, neopredijeljeni - 2, Srbi - 2
- Rasova - uk.60, Srbi - 40, Crnogorci - 16, neopredijeljeni - 4
- Rudanci - uk.40, Srbi - 32, Crnogorci - 8
- Suvodo - uk.65, Crnogorci - 38, Srbi - 26, neopredijeljeni - 1
- Tepačko Polje - uk.56, Srbi - 31, neopredijeljeni - 14, Crnogorci - 10, ostali - 1
- Tepca - uk.84, Srbi - 43, Crnogorci - 41
- Šljivansko - uk.31, Srbi - 23, Crnogorci - 7, neopredijeljeni - 1
- Šumanovac - uk.106, Srbi - 51, Crnogorci - 45, neopredijeljeni - 10

### Jezici
- srpski - 3543 (84,27)
- crnogorski - 631 (15,00)
- ostali i nepoznato - 30 (0,73)